# Aéroport international de Sarajevo
L'aéroport international de Sarajevo également connu sous le nom de aéroport de Butmir code IATA : SJJ • code OACI : LQSA est un aéroport bosnien situé à Sarajevo, la capitale du pays. Il s'agit du plus grand aéroport du  pays en termes de destinations et de passagers. Ainsi, si en 2011, l'aéroport a été utilisé par 600 000 passagers (contre 466 000 en 2006 et 25 000 en 1996), en 2019, c'est près d'1,2 million de passagers qui ont transité par cet aéroport.

## Histoire
Les premières liaisons aériennes ont commencé en 1935, depuis un terrain situé dans la plaine de Butmir, près de Sarajevo. Un nouvel aéroport a été inauguré en 1969, servant autant aux vols intérieurs qu'à l'Armée populaire yougoslave (base aérienne de chasseurs). Il a été agrandi pour les  Jeux olympiques d'hiver de 1984.
Au début de la Guerre de Bosnie-Herzégovine, l'aéroport a cessé progressivement toute activité. En juin 1992, l'aéroport est investi par les militaires français de la Force de protection des Nations unies, il sert alors principalement à l’acheminement de l'aide humanitaire et au soutien logistique des forces onusiennes. Durant la guerre plus d'une centaine de tirs d'obus visèrent la plateforme. Rouvert au trafic aérien civil le 16 août 1996, l'aéroport a été rénové grâce à des donations néerlandaises.
Il est en croissance constante. Le 18 octobre 2005, le Haut-Représentant, Paddy Ashdown, s'est opposé à l'intention des autorités bosniaques d'accoler au nom de l'aéroport de Sarajevo celui d'Alija Izetbegović ; le choix du nom du premier Président ne facilitant pas la réconciliation entre Bosno-serbes, Bosno-croates et Bosno-musulmans.

## Situation
| \| 50 km1:4 706 000 \| Sarajevo Tuzla Mostar Banja Luka |
| 50 km1:4 706 000                                        |

## Galerie

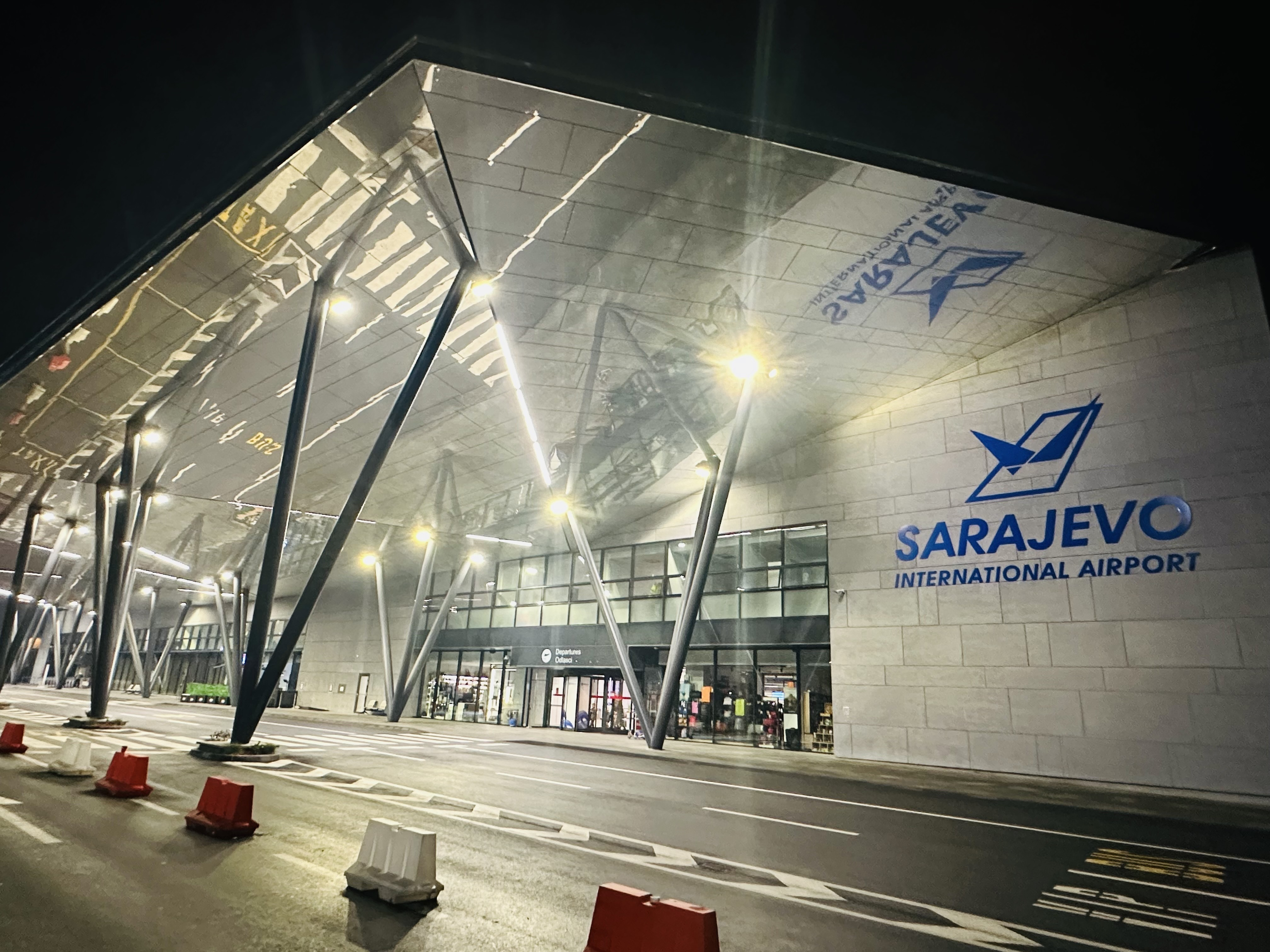
Principal bâtiment
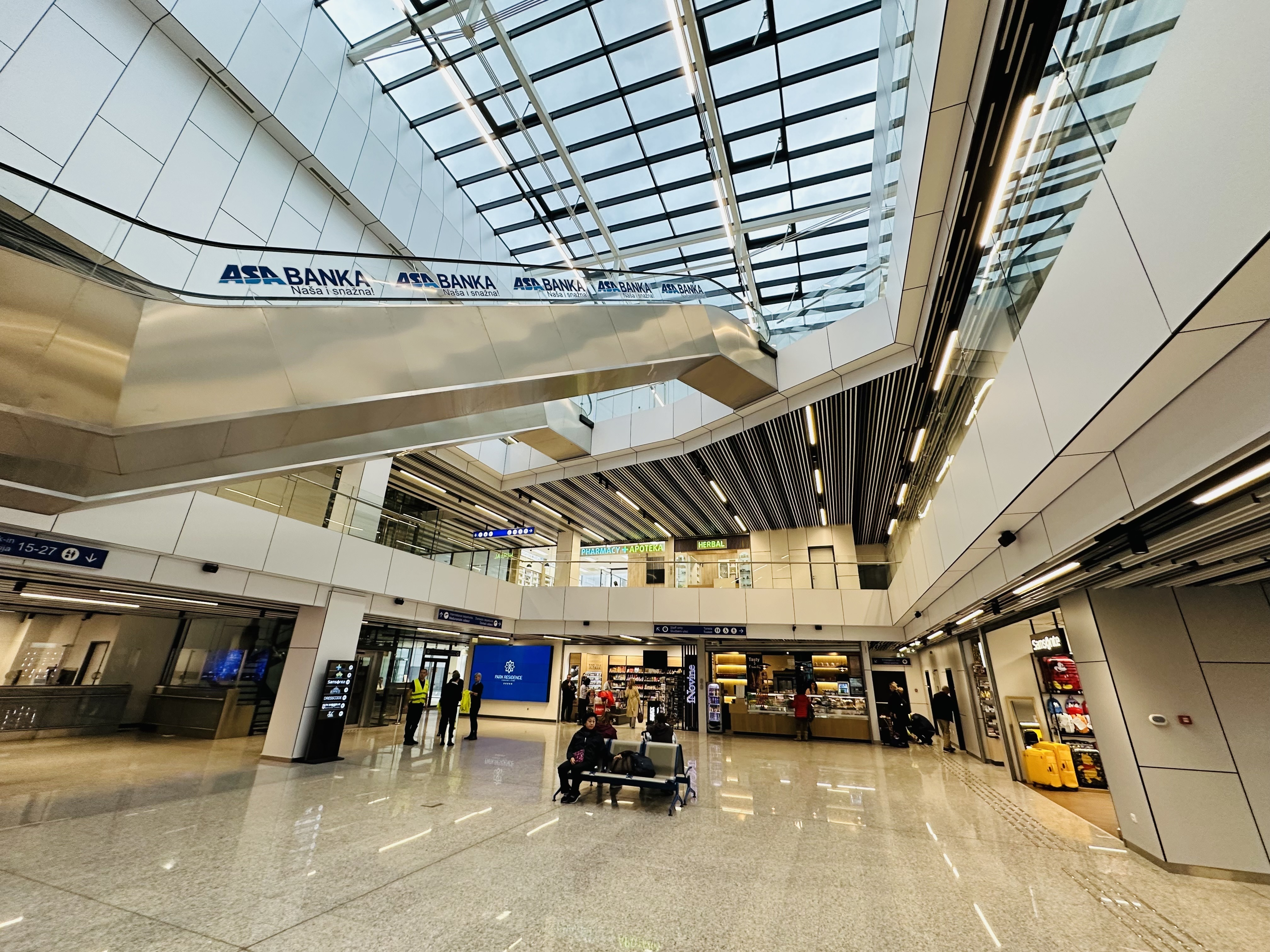
Hall du check-in

## Statistiques
Le graphique qui aurait dû être présenté ici ne peut pas être affiché car il utilise l'ancienne extension Graph, désactivée pour des questions de sécurité. Des indications pour créer un nouveau graphique avec la nouvelle extension Chart sont disponibles ici.

Voir la requête brute et les sources sur Wikidata.

### Zoom sur l'impact du covid de 2019-2020
Le graphique qui aurait dû être présenté ici ne peut pas être affiché car il utilise l'ancienne extension Graph, désactivée pour des questions de sécurité. Des indications pour créer un nouveau graphique avec la nouvelle extension Chart sont disponibles ici.

Voir la requête brute et les sources sur Wikidata.

### Tableau
| Année/mois | Janvier | Février | Mars   | Avril  | Mai    | Juin    | Juillet | Août    | Septembre | Octobre | Novembre | Décembre | Total année | Change   |
| ---------- | ------- | ------- | ------ | ------ | ------ | ------- | ------- | ------- | --------- | ------- | -------- | -------- | ----------- | -------- |
| 2020       | 58,397  | 51,969  | 28,249 | 929    | 367    | 3,629   | 13,345  | -       | -         | -       | -        | -        | 156,885     | – 75.4%  |
| 2019       | 53,485  | 53,130  | 67,893 | 89,843 | 74,178 | 119,205 | 180,929 | 178,943 | 105,370   | 95,628  | 67,358   | 57,718   | 1,143,680   | + 9.3%   |
| 2018       | 54,113  | 48,986  | 65,991 | 86,995 | 81,026 | 92,997  | 159,380 | 159,506 | 98,227    | 83,660  | 62,253   | 53,417   | 1,046,635   | + 9.2%   |
| 2017       | 43,377  | 41,122  | 57,381 | 79,796 | 84,137 | 78,170  | 140,025 | 144,330 | 100,923   | 80,769  | 57,887   | 50,218   | 957,971     | + 14.2%  |
| 2016       | 41,208  | 42,567  | 53,438 | 68,085 | 85,738 | 66,429  | 109,141 | 118,350 | 91,123    | 71,360  | 47,352   | 44,183   | 838,968     | + 8,5 %  |
| 2015       | 43,700  | 39,908  | 50,273 | 63,064 | 80,143 | 74,855  | 89,319  | 101,307 | 79,120    | 71,255  | 51,793   | 28,167   | 772,904     | + 8,8 %  |
| 2014       | 36,114  | 35,435  | 45,789 | 56,611 | 71,513 | 74,976  | 74,948  | 88,591  | 71,168    | 64,844  | 46,833   | 43,079   | 709,901     | + 6,6 %  |
| 2013       | 33,437  | 30,399  | 44,631 | 56,918 | 65,495 | 72,949  | 69,699  | 79,796  | 66,721    | 64,387  | 44,446   | 36,760   | 665,638     | + 14,7 % |
| 2012       | 33,247  | 26,278  | 36,765 | 49,709 | 55,107 | 62,491  | 69,346  | 60,787  | 60,323    | 52,115  | 38,612   | 35,278   | 580,058     | – 3,3 %  |
| 2011       | 30,484  | 34,148  | 40,803 | 49,489 | 56,812 | 62,994  | 81,042  | 59,042  | 59,074    | 52,957  | 39,785   | 33,348   | 599,978     | + 6,5 %  |
| 2010       | +       | +       | +      | +      | 51,398 | 59,636  | 72,615  | 60,475  | 54,753    | 51,137  | 40,912   | –        | 563,266     | + 6,2 %  |
| 2009       | +       | +       | 87,257 | +      | +      | 143,906 | +       | +       | 177,762   | +       | +        | 121,427  | 530,391     | + 4,7 %  |
| 2008       | 23,909  | 27,121  | 34,896 | 38,052 | 46,974 | 55,391  | 62,524  | 61,560  | 42,752    | 46,094  | 34,089   | 32,913   | 506,398     | + 0,2 %  |
| 2007       | 32,235  | 28,028  | 35,168 | 42,297 | 43,633 | 53,281  | 59,436  | 57,381  | 45,113    | 43,980  | 31,952   | 32,735   | 505,269     | + 8,4 %  |

| Year | Passengers | Change from previous year | Aircraft operations | Cargo (metric tons) |
| ---- | ---------- | ------------------------- | ------------------- | ------------------- |
| 2000 | 354,995    | 15.4                      | 3,910               | 1,652               |
| 2001 | 323,499    | 8.8                       | 6,887               | 1,682               |
| 2002 | 310,126    | 4.1                       | 7,401               | 1,686               |
| 2003 | 364,512    | 17.5                      | 9,877               | 1,648               |
| 2004 | 399,607    | 9.6                       | 9,982               | n/a                 |
| 2005 | 433,222    | 8.4                       | 11,309              | n/a                 |
| 2006 | 455,626    | 5.1                       | 13,433              | n/a                 |
| 2007 | 496,756    | 9.0                       | 13,891              | n/a                 |
| 2008 | 510,396    | 2.7                       | 13,599              | 1,837               |
| 2009 | 533,915    | 4.7                       | 13,824              | 1,815               |
| 2010 | 563,266    | 6.2                       | 13,347              | 1,753               |
| 2011 | 599,978    | 6.5                       | 11,633              | 1,607               |
| 2012 | 580,058    | 3.3                       | 10,635              | 1,526               |
| 2013 | 665,638    | 14.7                      | 11,026              | 1,603               |
| 2014 | 709,901    | 6.6                       | 12,074              | 2,060               |
| 2015 | 772,904    | 8.8                       | 11,107              | 4,235               |
| 2016 | 838,966    | 8.5                       | 11,399              | 2,865               |
| 2017 | 957,971    | 14,2                      | 12,773              | 2,957               |
| 2018 | 1,046,635  | 9,2                       | 13.432              | 2.508               |
| 2019 | 1,143,680  | 9.3                       | 13.671              | 2.523               |

## Compagnies aériennes et destinations
| Compagnies                    | Destinations                                                      |
| ----------------------------- | ----------------------------------------------------------------- |
| Air Cairo                     | En saison charter : Hurghada                                      |
| Air Serbia                    | Belgrade-Nikola-Tesla                                             |
| AJet                          | Istanbul-S. Gökçen En saison: Antalya, Bodrum-Milas               |
| Austrian Airlines             | Vienne-Schwechat                                                  |
| Croatia Airlines              | Zagreb-Pleso                                                      |
| Eurowings                     | Cologne/Bonn-K. Adenauer, Stuttgart                               |
| flydubai                      | Dubaï                                                             |
| flynas                        | En saison : Djeddah - Roi-Abdelaziz, Riyad-roi Khaled             |
| Freebird Airlines             | En saison charter: Antalya, Bodrum-Milas                          |
| Gulf Air                      | En saison charter: Manama-Bahreïn                                 |
| Jazeera Airways               | En saison: Koweït                                                 |
| Kuwait Airways                | En saison : Koweït                                                |
| LOT Polish Airlines           | En saison: Varsovie-Chopin                                        |
| Lufthansa                     | Francfort                                                         |
| Norwegian Air Shuttle         | Stockholm-Arlanda En saison : Copenhague-Kastrup, Oslo-Gardermoen |
| Nouvelair                     | En saison charter: Monastir                                       |
| Pegasus Airlines              | Istanbul-S. Gökçen En saison: Antalya                             |
| Qatar Airways                 | Doha-Hamad                                                        |
| SalamAir                      | En saison: Mascate                                                |
| Scandinavian Airlines         | Copenhague-Kastrup                                                |
| Swiss International Air Lines | Zurich                                                            |
| TUI Airways                   | En saison: Londres-Gatwick                                        |
| Turkish Airlines              | Istanbul                                                          |
| Wizz Air                      | Abou Dabi En saison: Rome Léonard-de-Vinci/Fiumicino              |